# Svartbent daknis
Svartbent daknis (Dacnis nigripes) är en fågel i familjen tangaror inom ordningen tättingar.

## Utseende och läte
Svartbent daknis är en 11 cm lång tangara. Hanen är turkosblå med svart i en fläck på strupen, i ögonstrecket och på manteln. Vingarna är även de mestadels svarta med breda blå kanter på större täckarna och tertialerna. Stjärten är svartaktig. Ögat är rött och benen sotfärgade. Honan är olivbrun ovan med grönblå ton på hjässans framsida, kinder, skapularer och övergump. Undersiden är beigefärgad. Liknande blådaknis har mer svart på rygg och strupe, blå kanter på vingpennorna och röda ben. Honan är bjärt grön med blåaktigt huvud.

## Utbredning och systematik
Fågeln förekommer i sydöstra Brasilien (Minas Gerais till Santa Catarina). Den behandlas som monotypisk, det vill säga att den inte delas in i några underarter.

## Status och hot
Svartbent daknis har en liten världspopulation bestående av uppskattningsvis endast 10 000 vuxna individer. Internationella naturvårdsunionen IUCN kategoriserar den därför som nära hotad, men noterar att den kan vara vanligare på grund av förväxling med blådaknis.